# Boyeux-Saint-Jérôme

Boyeux-Saint-Jérôme este o comună în departamentul Ain din estul Franței.